# 何湛之
何湛之（1551年—1612年），字公露，號區吴，又號矩所，晚號疎園，南京留守左衛軍籍直隸無錫縣人，明朝政治人物。

## 生平
萬曆四年（1576年）與弟何淳之同中丙子科鄉試舉人，十七年（1589年）登己丑科進士。兵部觀政，初授南刑部主事，二十年升郎中，二十一年丁父忧。服除，二十四年起补工部虞衡司郎中，二十五年晉江西按察司驿传道佥事，二十六年丁母忧。二十九年二月長子何棟如得罪湖广抽税太监陈奉，被锦衣卫逮捕入狱，何湛之入京疏通解救，首辅沈一贯也上疏申救，遂于三十五年十二月被赦免释放。而何湛之見兒子無性命之憂，遂于次年（1601年）赴任浙江佥事，分管杭严道，三十一年升右參議，分守温處道，次年移任四川，称病未赴任，三十四年十二月考察去职。万历四十年卒，享年六十二。

## 家族
曾祖何岳，生员。祖父何卿，封礼部郎中。父何汝健，號龍崖，嘉靖癸丑進士、浙江參議。母孫氏（封宜人）。弟何淳之，萬曆十四年丙戌進士。长子何棟如，萬曆戊戌進士。